# 桑希 (葡萄牙堂区)
桑希是葡萄牙波尔图区的一个堂区。总面积3.39平方公里，总人口523人，人口密度154.3人/平方公里。